# Xenobatrachus bidens
Xenobatrachus bidens és una espècie de granota que viu a Indonèsia i Papua Nova Guinea.